# Gergely Rudolf
Gergely Rudolf (ur. 9 marca 1985 w Nyíregyházie) – piłkarz węgierski grający na pozycji napastnika.

## Kariera klubowa
Karierę piłkarską Rudolf rozpoczął w juniorach Nyíregyházy Spartacus. W 1999 roku jako 14-latek wyjechał do Francji i został piłkarzem młodzieżowej drużyny AS Nancy. W 2002 roku zaczął grać w rezerwach tego klubu. W sezonie 2004/2005 rozgrywek CFA strzelił 14 goli, co zaowocowało przejściem do pierwszej drużyny Nancy, prowadzonej przez Urugwajczyka Pablo Correę. 6 sierpnia 2005 zadebiutował w Ligue 1 w przegranym 0:1 wyjazdowym spotkaniu z Girondins Bordeaux. W pierwszej lidze Francji rozegrał 5 meczów, jednak nie przebił się do składu i nadal grał w rezerwach Nancy aż do lata 2007 roku.
W 2007 roku Rudolf wrócił na Węgry i został piłkarzem pierwszoligowego klubu Debreceni VSC. W sezonie 2007/2008 na ogół pełnił rolę rezerwowego w VSC, ale wywalczył z tym klubem wicemistrzostwo Węgier, a także zdobył Puchar Węgier. W sezonie 2008/2009 był podstawowym zawodnikiem zespołu. Stworzył atak z Lórántem Oláhem. Zdobył 17 goli będąc drugim najlepszym strzelcem ligi po Péterze Bajzácie z Győri ETO FC. Z Debreczynem wywalczył swoje pierwsze w karierze mistrzostwo kraju. 1 lutego 2010 oficjalnie potwierdzono, że w czerwcu 2010 roku przejdzie do Genoi. W 2011 roku został wypożyczony do AS Bari, z którym spadł do Serie B. W 2011 roku wypożyczono go do Panathinaikosu. Następnie grał w Diósgyőri VTK, Győri ETO FC i Videoton FC.
| Sezon   | Klub             | Kraj    | Rozgrywki           | Mecze | Bramki |
| ------- | ---------------- | ------- | ------------------- | ----- | ------ |
| 2002/03 | AS Nancy B       | Francja | CFA                 | 3     | 0      |
| 2003/04 | AS Nancy B       | Francja | CFA                 | 6     | 1      |
| 2004/05 | AS Nancy B       | Francja | CFA                 | 30    | 14     |
| 2005/06 | AS Nancy         | Francja | Ligue 1             | 5     | 0      |
| 2005/06 | AS Nancy B       | Francja | CFA                 | 22    | 6      |
| 2006/07 | AS Nancy B       | Francja | CFA                 | 21    | 5      |
| 2007/08 | Debreceni VSC    | Węgry   | Borsodi Liga        | 13    | 2      |
| 2008/09 | Debreceni VSC    | Węgry   | Borsodi Liga        | 26    | 16     |
| 2009/10 | Debreceni VSC    | Węgry   | Borsodi Liga        | 13    | 6      |
| 2010/11 | Genoa FC         | Włochy  | Serie A             | 12    | 1      |
| 2010/11 | AS Bari          | Włochy  | Serie A             | 13    | 2      |
| 2011/12 | Panathinaikos AO | Grecja  | Super League Ellada | 8     | 1      |
| 2012/13 | Diósgyőri VTK    | Węgry   | Borsodi Liga        | 15    | 1      |
| 2013/14 | Diósgyőri VTK    | Węgry   | Borsodi Liga        | 3     | 0      |
| 2013/14 | Győri ETO FC     | Węgry   | Borsodi Liga        | 16    | 7      |
| 2014/15 | Győri ETO FC     | Węgry   | Borsodi Liga        | 25    | 7      |
| 2015/16 | Videoton FC      | Węgry   | Borsodi Liga        | 7     | 0      |

## Kariera reprezentacyjna
Rudolf rozegrał 3 mecze w reprezentacji Węgier U-17, a także 6 meczów w reprezentacji U-19, w których zdobył 2 gole. 20 sierpnia 2008 roku zadebiutował w pierwszej reprezentacji w zremisowanym 3:3 towarzyskim spotkaniu z Czarnogórą. 10 września 2008 w meczu eliminacji do Mistrzostw Świata w RPA ze Szwecją (1:2) zdobył pierwszego gola w kadrze narodowej.